# Paisajes desde el tren (revista)
Paisajes desde el Tren fue una revista mensual que la compañía ferroviaria Renfe distribuyó entre sus usuarios de larga distancia y alta velocidad durante 22 años. Su último número fue publicado en agosto de 2012.

## Historia
La publicación nació en noviembre de 1990, cuando la empresa decidió mostrarse mejor a sus clientes y, sobre todo, a los que podían serlo. La revista se publicó durante más de 20 años hasta agosto de 2012, fecha de su último número.
La idea de producir y distribuir una publicación mensual para los viajeros del tren surgió de la Dirección de Comunicación de Renfe, y se llevó a cabo como parte de su estrategia comercial en 1990, ya que era un momento clave del desarrollo y renovación del ferrocarril en España: la alta velocidad estaba por llegar, y con ella nuevos destinos y nuevos clientes por captar.
El grupo editorial que se encargó de editarla en el primer momento fue Grupo 16, una empresa con experiencia en el sector de revistas de empresa. Más adelante, y hasta su último número, se encargó de la edición la filial de Renfe Comfersa.
La redacción de la revista ha ido a cargo de gran cantidad de periodistas. La primera directora de Paisajes fue Elvira Aguilar, periodista del grupo editorial. La periodista Elisa Carcelén se incorporó en 2007 y fue directora y subdirectora durante los últimos cinco años de la publicación, funciones que compatibilizaba con su trabajo de periodista en el Gabinete de Comunicación de Renfe. En los años de publicación, gran cantidad de periodistas han llevado a buen puerto a la revista, entre los fijos y colaboradores ocasionales de diversos ámbitos.
Paisajes desde el tren obtuvo el galardón a la “Mejor revista por encargo” de la Asociación de Revistas de Información (ARI).

## Contenido
Los viajes han sido la temática central de la publicación y la fotografía, sobre todo desde los cambios de 2007, ha sido su punto fuerte con gran presencia en sus páginas. En cada número se ha dado visibilidad a una ciudad española, destacando sus lugares más emblemáticos, incluyendo cuidadas fotografías y contando con la participación de algún personaje destacado de la localidad. De esta manera han promocionado la población y el tren como mejor opción para llegar hasta ella. Junto con este tipo de reportajes se han publicado otros de rincones de todo el mundo, así como entrevistas con reconocidos personajes de diversos ámbitos, como cultura, ciencia o deportes.

## Números especiales
20 aniversario. En 2010 la revista publicó un número especial haciendo un repaso a los temas más destacados durante toda su trayectoria, haciendo prospectiva y deseando un buen futuro a la publicación (deseo que, de momento, ha quedado estancado).
Cambio de cabecera. En noviembre de 2007 la revista apareció con una nueva imagen. Renfe quiso que la portada se renovase, ya que no había cambiado desde que nació la publicación. Se convocó a concurso público el nuevo diseño y lo ganó la editorial Hachette, que propuso el diseño actual, con la cabecera integrada en la imagen de portada y con una nueva y mayor presencia de la fotografía.

## Tirada y difusión
Han estado siempre controladas por el Estudio General de Medios (EGM) y la Oficina de Justificación de la Difusión (OJD).Tirada: 150 000 ejemplares (200 000 en alguna ocasión especial). Difusión: 450 000 lectores. La revista se ha distribuido gratuitamente en los trenes de larga distancia y alta velocidad.